# Le etichette delle camicie
Le etichette delle camicie è un romanzo umoristico di Tiziano Sclavi.

## Trama
Grazie a un errore di indirizzo, Tom incontra casualmente una donna della quale si innamora.

## Edizioni
- Tiziano Sclavi, Le etichette delle camicie, collana Narratori Giunti, Giunti Editore, 1996,  pp. 164, ISBN 88-09-20801-3.